# Шинкарук Світлана Петрівна
Світла́на Петрі́вна Шинкару́к (нар. 1983, м. Чигирин, Черкаська область) — українська письменниця, член Національної спілки письменників України (2020).

## Біографія
Народилася 18 вересня 1983 в м. Чигирині на Черкащині. Закінчила Київський національний університет імені Тараса Шевченка (2005) за філологічною спеціалізацією «Українська мова». Працює перекладачем із романських мов. Кандидат філологічних наук.

## Літературна діяльність
Поетеса, прозаїк, перекладачка.

До літературної творчості прилучилася зі шкільного віку, відвідувала літературне об'єднання ім. В. Симоненка. Авторка наукового дослідження «Лінгвопоетика ронделевого вірша Миколи Боровка» (2008) та поетичної збірки «Без-Смертник» (2011), виданої в Сан-Франциско (США), книги перекладів іспанською мовою новел О. Довгань «Побачення блакитної сукні».

Друкувалася в альманахах «Сві-й-танок» (2003), «Україна — моя Батьківщина» (2006), часописах «Холодний Яр», «Хортиця», «Радосинь», місцевій періодиці.

## Відзнаки
- Лауреатка Всеукраїнського конкурсу «Нові імена України»;
- Лауреатка Всеукраїнського конкурсу «Інтелектуал ХХІ століття».